# 草戸千軒町
草戸千軒町（くさどせんげんちょう）は、現在の広島県福山市にあった、鎌倉時代から室町時代にかけておよそ300年間存在した都市（大規模集落）である。
瀬戸内海の芦田川河口の港町として栄えた。遺跡の発掘調査から、時期によって町の規模は変遷しているが草戸千軒町は近隣にあった長和荘などの荘園や地頭、杉原氏や備後国人で一帯の領主であった渡辺氏の保護の元、他の地方との物流の交流拠点として繁栄しており、数多くの商工業者がいたと見られ、遠くは朝鮮半島や中国大陸とも交易していたとみられている。また近くには現在も存在する草戸稲荷神社と明王院があり、その門前町としても繁栄していたものとみられている。

## 草戸千軒町遺跡
江戸時代初期の備後福山藩水野家の入封時に流路改修が行われるまで芦田川は今では廃川となった旧鷹取川方面や現在の福山駅前方面へ流れる流路が本流であり、当地は土砂が堆積した中州地帯の上にできた。今日の光景からは想像しがたいが江戸期の大規模な干拓事業が行われるまでは今の野上町付近より南東は瀬戸内海に直接面していた。昭和時代後期（20世紀末）まで草戸千軒町の遺跡は芦田川と旧鷹取川が分かれる中州付近にあったが、遺跡の大部分が昭和初期に国により行われた芦田川の洪水対策工事のために拡張・浚渫工事で取り除かれた。また推定であるが芦田川東岸の河川敷にも遺跡が存在する可能性があり事実、草戸町1丁目付近の古道沿いの水路などにその痕跡が残る。遺跡からの出土遺物は広島県立歴史博物館で保存・展示されていて国の重要文化財に指定されている。同博物館には往時の草戸千軒町の町並が実物大のジオラマで一部再現されている。なお、往時には瀬戸川河口に広がる沖積地に町があり、東方には福山湾が広がっており交通の要所にあったことから発展したと見られている。
また、遺跡からは多くの栽培植物も出土している他、4千点にものぼる大量の「中世木簡」（室町期）が出土しており、1982年には正式報告書『草戸千軒 木簡一』として紹介されている。

## 草戸千軒町の発掘
「草戸千軒」の名は、江戸時代の中頃（元文から安永年間）に備後福山藩士・宮原直倁によって書かれた地誌『備陽六郡志』の中に、「草戸千軒という町があったが、寛文13年（1673年）の洪水で滅びた」という伝承が記載されていたことから付けられたもので、町についての様子は書かれていなかったため、想像上の幻の町といわれていた。
昭和時代に入った1930年前後の河川工事によって遺物が出土しようやく存在が確認され、戦後になって1961年から約30年間にわたり断続的に行われた大規模な発掘調査で全容が判明した。
長年埋もれた後に昭和時代になって発掘されたことから「東洋のポンペイ」ないし「日本のポンペイ」といった呼ばれ方をされているが、最盛期に埋没したポンペイとは違い、洪水で完全に川の底に埋まった時期には既に町としては廃絶に近い状態であったとみられている。これは鎌倉・戦国期には度重なる戦乱の舞台となったことで荒廃し福山城が築かれた頃に行われた芦田川の改修事業により洪水対策の流路として改築されたのもあり江戸時代には既に無人であったろうと想像される。

## ギャラリー

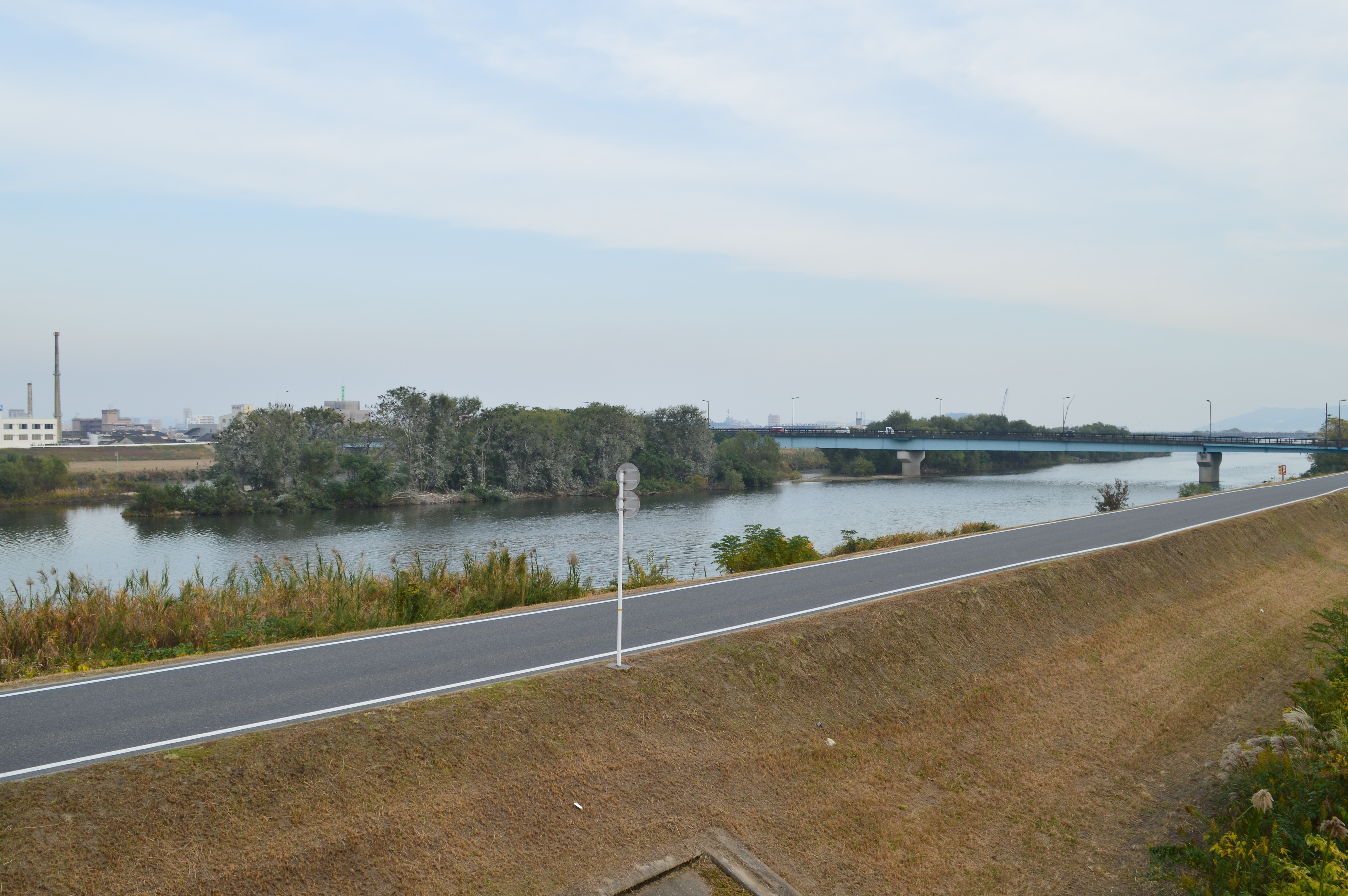
草戸稲荷神社から中洲を望む
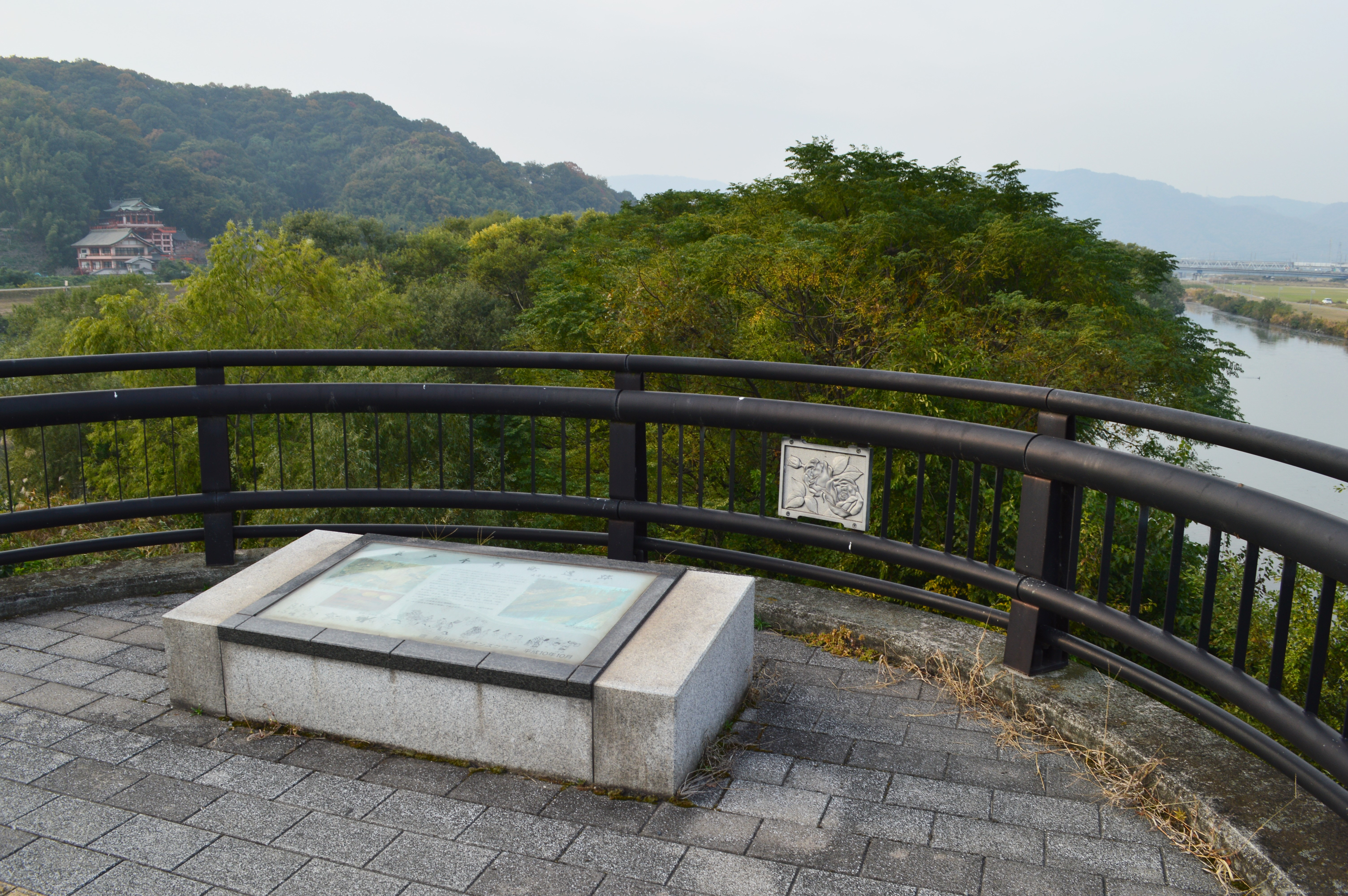
法音寺橋上の説明板付近から中洲を望む
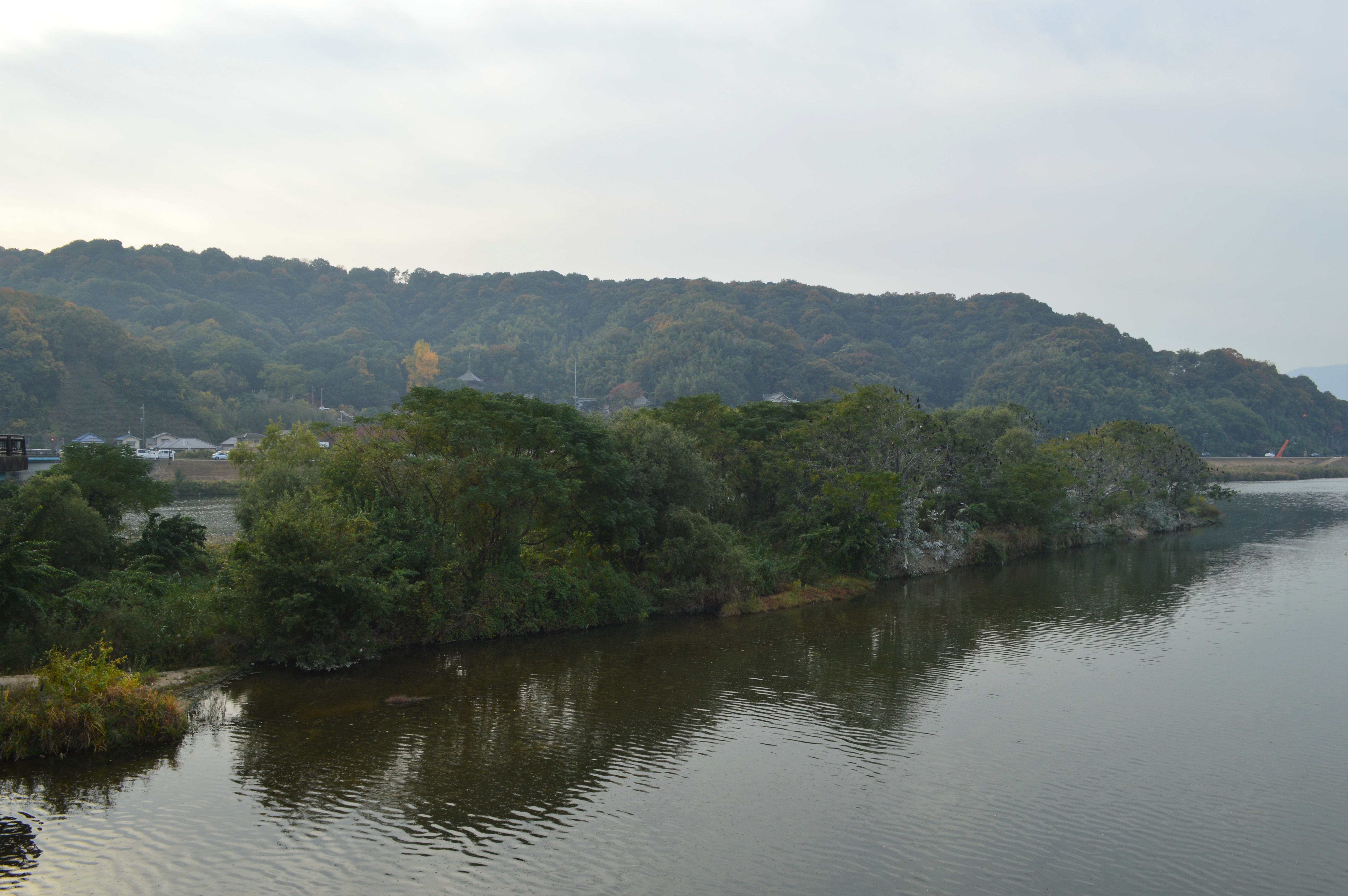
中洲と明王院